# 雷斯諾 (愛荷華州)
雷斯諾（英語：Reasnor）是一個位於美國愛荷華州傑斯帕縣的城市。

## 地理
雷斯諾的座標為41°34′43″N 93°01′22″W / 41.57861°N 93.02278°W，而該地的平均海拔高度為233米（即764英尺）。

## 人口
根據2010年美國人口普查的數據，雷斯諾的面積為1.42平方千米，當中陸地面積為1.42平方千米，而水域面積為0.00平方千米。當地共有人口152人，而人口密度為每平方千米107人。